# Albert de Bellièvre
Albert de Bellièvre també conegut com a Pomponi I de Bellièvre (Lió, 1529-1607) senyor de Grignon fou un diplomàtic francès.
Pertanyent a una família de la noblesa, estudià en les universitats de Tolosa i de Pàdua, i més tard aconseguí una plaça de conseller en el Parlament de Chambery. Nomenat posteriorment (1562) tinent general, fou enviat com ambaixador ordinari a la República dels grisons, càrrec en el qual treballà assíduament per a renovar l'aliança de les tres lligues grisones amb França, i sabé conservar les prerrogatives que el seu país havia adquirit.
Acabades aquestes negociacions, i després d'haver estat cinc anys ambaixador a Suïssa, fou nomenat tinent general de la senescalia de Laom (1571), però les dissensions entre els catòlics i protestants de Suïssa l'obligaren de bell nou a passar a aquest país i va poder apaivagar a uns i altres. Superintendent d'Hisenda (1575), president del Parlament de París (1576) i diputat, el rei l'envià a Anglaterra per demanar el perdó de Maria I, però tornà sense haver aconseguit res i es retirà després de la jornada de les Barricades (1588).
Mort Enric III, el seu successor el cridà i aprofita la influència que tenia a Suïssa per impedir la defecció de les lligues. Prengué part activa en les negociacions de la pau de Vervins (1598) i en les conferències de Suresnes (1599), sent nomenat després canceller, càrrec que desenvolupà fins a la seva mort.